# Phlegetonia praetexta
Phlegetonia praetexta är en fjärilsart som beskrevs av Felder och Alois Friedrich Rogenhofer 1874. Phlegetonia praetexta ingår i släktet Phlegetonia och familjen nattflyn. Inga underarter finns listade i Catalogue of Life.